# Delovna etika
Delovna etika  je prepričanje, da je delo vrednota in plemenita dejavnost, ki vodi k uspehu, brezdelje pa nekaj nemoralnega, nedopustnega. Neizrečene predpostavke: večina ljudi zmore delati za denar, kar imajo je rezultat njihovega dela; od tistih, ki delajo bi bilo nepravično zahtevati, da zaslužek delijo s tistimi, ki niso izpolnili svojih obveznosti; le plačano delo ima moralno vrednost.

## Protestantska etika in duh kapitalizma
Max Weber se je v svojem delu Protestantska etika in duh kapitalizma spraševal od kod izvira kapitalizem, kot ga poznamo na Zahodu. Modernizacija Zahoda je po njegovem posledica socio-kulturnih dejavnikov, kot najpomembnejšega pa je izpostavil religiozni dejavnik. Ugotovil je, da so se protestantske dežele od 16. stol dalje hitreje gospodarsko razvijale kot katoliške. Pomemben zagon hitremu kapitalističnemu razvoju je dajala protestantska etika, v skladu s katero je treba delati bogu v slavo in zahvalo za odrešenje. Človek opravlja po-klic. Skozi delo in uspešnost pri delu poskuša človek ugotoviti, ali je eden od v naprej izbranih za zveličanje (nauk o predestinaciji). Specializacija poklicev naj bi omogočala urjenje delavcev in tako stopnjevala delovno storilnost ter služila splošni blaginji. Nestalno delo ni bilo zaželeno, najboljši je bil zanesljiv poklic. Kar naj bi zahteval bog ni delo zaradi dela samega, ampak racionalno poklicno delo. Možno je, da ima nekdo več poklicev (a ni dobro, če zaradi lahkomiselnosti), šlo naj bi le za pridobitev bogu koristnejšega poklica. Koristen poklic je tisti, ki proizvaja dobrine, koristne za skupnost. Bogatenje je bilo nevarno le zaradi skušnjave, ki jo prinaša.  Človek mora ostati skromen, asketski (odrekanje plesu, zabavi, gledališču, hišam, gostilnam, prekomernemu spanju…). Uspeh v poklicu in s tem služenje, kopičenje denarja je morda znak, da je eden izmed v naprej izbranih. Nenamerna posledica protestantske etike so bile osebe, ki so trdo delale, vlagale zaslužek v posel. To je pomenilo kopičenje kapitala in slednje je po Webru pripomoglo k razvoju zgodnjega podjetništva. Asketizem bi bil danes prej ovira za razvoj gospodarstva, po Webru pa naj bi bil pomemben za začetni zagon razvoja kapitalizma. Za takratno gospodarstvo je to pomenilo, da se je povečala produktivnost dela, neenako porazdelitev dobrin so upravičevali kot božjo voljo, omejila  se je luksuzna poraba, lastnina se je uporablja kot naložbeni kapital in legaliziralo se pridobitništvo – podjetnik sledi svojim pridobitniškim interesom, saj je njegovo bogastvo izraz božje volje. 

### Kritika Webrove razlage izvora kapitalizma
Večina kritik temelji na teh dveh predpostavkah:
- Kapitalizem je bil rastoča sila že pred reformacijo in bi se prav tako dobro razvil tudi pod katolicizmom.
- Globalna sila kapitalizma ni bila askeza, ampak racionalnost.

Nobena kritika ni uspela v celoti zanikati Webrovih tez. Kaj točno je v 16. stol povzročilo rast kapitalizma še danes ni povsem znano, protestantska etika pa bi morda lahko bila eden od dejavnikov.
Konstrukt PDE ni nujno povezan s pripadnostjo določeni religiji, temveč odraža posameznikove delovne vrednote in predstavlja stopnjo, do katere je posameznik prepričan v to, da je delo nagrajujoče samo po sebi in ni le sredstvo za doseganje drugih ciljev (npr. služiti denar za aktivnosti v prostem času). 

## Delovna etika skozi zgodovino

### Industrializacija
Koncept delovne etike se je razvil zaradi potreb industrializacije. Spremeniti se je moral odnos do dela, saj je delo zdaj potekalo v tovarnah, pod pogoji (delovni čas, stroj, ostala pravila), ki jih je določil kapitalist. Delovni proces so kontrolirali drugi, smiselnost takšnega dela za delavca pa je bila vprašljiva. S pomočjo delovne etike (plemenitosti dela) so ljudi poskušali prisiliti, da se podredijo potrebam v tovarnah. Po takratnem prepričanju naj bili revni in »brezdelni« potrebovali nadzor zrelejših oseb, ker da niso sposobni sami upravljati z življenjem. Delovna etika je postala pravilni vzorec vedenja, pot k samoizboljšanju.
Delovna etika je imela namen zadostiti potrebam po delovni sili in znebiti se »bremena« preskrbe ljudi, ki niso mogli delati v tovarnah (starih, bolnih, gibalno oviranih ipd.). Slabše ko je bilo življenje  revnih brezposelnih, manj problematično je izgledalo življenje revnih, ki so delali za najnižje plačilo.
V zaposlovanju so tedaj videli rešitev za mnoge družbene probleme, zaposlitev pa je postala norma. Delo je pomembno vplivalo na življenje posameznikov, saj je omogočilo umestitev posameznika v družbo - zaposlitev je postala pomemben identitete posameznika. Tovarne so postale osrednja panoptične institucije moderne družbe (tam je namreč potekal nadzor nad delavci, navajeni so bili rutine in podrediti so se morali zahtevam kapitalistov). Nezaposleni so bili iz tega izvzeti in tako predstavljali potencialno grožnjo tedanji ideologiji.

### Potrošniška družba
Če je v industrijski družbi produktivnost naraščala z naraščanjem zaposlenosti, je danes obratno. Vrednote potrošniške družbe so prav tako nasprotne vrednotam industrijske; odsotnost rutine, čim več izbire, stalno spodbujanje želja potrošnikov.  Ti lahko izbirajo med produkti, ne morejo pa izbirati ali bodo potrošniki. Po načelih delovne etike pomeni vsako delo moralno izboljšanje, izpolnitev dolžnosti in zadovoljstvo. V današnji družbi sta zanimivo delo in delo kot samoizpolnitev eden od največjih privilegijev ter znak elite. Večina se mora zadovoljiti z delom za določen čas, ki ne omogoča varnosti in predanosti delu, saj je trg delovne sile fleksibilen.

### Država blaginje
Naj bi odpravila strah ljudi pred brezposelnostjo, revščino, brezdelnostjo s tem da bi brezposelnim nudila socialno pomoč ne glede na njihovo premoženjsko stanje.
Udeleženost v plačani zaposlitvi je bila potemtakem norma, kar se kaže tudi v tem, da je država blaginje pomagala trenutno brezposelnim zaradi pomanjkanja služb, da bi se spet vedli normalno – se zaposlili. Torej, delovna etika je bila norma. Družbena neenakost se je ohranila (odpravljali so le najočitnejše pokazatelje neenakosti), tiste, za katere so menili, da ne delujejo v podporo obstoječi družbeni ureditvi, pa so marginalizirali.

### Od države blaginje kneoliberalizmu
Država blaginje je zagotavljala kakovostno izobraževanje, zdravstvo, stanovanja in prehrano za otroke iz revnih družin ter s tem dobro delovno silo za potrebe delodajalcev. Za dobro delovno silo so bili delodajalci pripravljeni plačevati davke, ker pa je potreba po delovni sili upadla in se kapital prosto giba (globalno – tja, kjer so nižji stroški in s tem čim višji dobiček) in ne deluje lokalno, kot to počne država blaginje, se jim zdaj ne zdi več smiselno plačevati davkov za državo blaginje. Država blaginje namreč obdavči kapital in ohranja višjo ceno delovne sile. Ti delavci so sicer hkrati tudi potrošniki, ki podjetjem prinašajo dobiček. Reševanje problemov zaposlitve ljudi v družbi, kjer je manj povpraševanja po delovni sili kot je usposobljenih za delo s pomočjo naslanjanja na delovno etiko je protislovno.  Delovna etike še danes vsebuje prepričanje, da so si revni sami krivi za svoje stanje, ker da ne delajo, prejemajo socialno pomoč in črpajo denar davkoplačevalcev. Pri tem je treba opozoriti, da so ljudje lahko revni tudi če so zaposleni.

## Dimenzije delovne etike

### Koncept delovne etike v psiholoških raziskavah
V sodobnih psiholoških študijah je protestantska delovna etika pojmovana kot odnos do dela, ki obsega predanost trdemu delu, odlaganje takojšnje zadovoljitve potreb, kopičenje virov, izogibanje brezdelju in kakršnemu koli nepotrebnemu trošenju.
Psihološke raziskave se pri proučevanju protestantske delovne etike niso osredotočale na pripadnost verskim skupnostim (Weber je namreč v koncept PDE vključil tudi to), zato PDE poimenujejo kot ideologijo delovne etike.

### Nekatere raziskave in pripomočki za merjenje delovne etike
Lestvica H. L. Mirelsa in J. B. Garretta z 19 postavkami

Za merjenje delovne etike so oblikovali različne psihometrične pripomočke, najbolj znana pa je lestvica z 19 postavkami, ki sta ju leta 1971 sestavila H. L. Mirels in J. B. Garrett. Pri tej udeleženci izražajo stopnjo strinjanja ali nestrinjanja s postavkami kot so: »Kdor trdo dela, si bo verjetneje ustvaril boljše življenje.«, »Kreditna kartica je pripomoček za nepremišljeno zapravljanje.«, »Človek, ki je garal za svoj uspeh, bo najverjetneje bolj etičen kot tisti, ki se je rodil bogat.«  Faktorske analize kažejo, da sta s to lestvico zajela tudi asketizem.

Sedem dimenzij delovne etike

M. J. Miller, D. J. Whoer in N. Hudspeth so odkrili naslednjih sedem dimenzij delovne etike: centralnost dela – v kolikšni meri so aktivnosti, povezane z delom del posameznikovega vsakdana (»Tudi če bi imel ogromno denarja ne bi nehal delati«), izogibanje zapravljanju časa – kako koristno posameznik izrabi čas (»Časa ne bi smeli zapravljati; morali bi ga učinkovito izrabljati.«), zavračanje brezdelnosti – do katere mere ljudje zavračajo aktivnosti, povezane z brezdelnostjo (»Rajši bi imel službo, ki mi bi dovoljevala več prostega časa.«), odlaganje zadovoljitve, nagrade (»Stvari, za katere se je treba truditi, malo potrpeti, so najbolj izpolnjujoče.«), zanašanje nase – neodvisnost od drugih in to, da ne čakaš, da bo kdo nekaj naredil zate, ampak si pomagaš sam (»Za ljudi je bolje, če se zanašajo nase.«), moralnost/etičnost – živeti zgledno življenje (»Krasti se ne sme.«).

Delovna etika v povezavi z drugimi spremenljivkami

Statistično značilnih razlik med spoloma v izraženosti delovne etike niso ugotovili. 
Z delovno etiko korelira vestnost; slednja korelira z vsemi sedmimi dimenzijami delovne etike (najvišje z izogibanjem zapravljanja časa). Doseganje (proaktivna komponenta vestnosti – vključuje voljo za izvedbo aktivnosti) napoveduje štiri dimenzije delovne etike: izogibanje zapravljanja časa, prepričanje, da trdo delo vodi do uspeha, centralnosti dela, odlaganje zadovoljitve. Te dimenzije se osredotočajo predvsem na pomen trdega dela. Čut dolžnosti (inhibitivna komponenta vestnosti – nadzor lastnega vedenja) pa napoveduje zanašanje nase in moralnost. Nobena od facet vestnosti ne napoveduje zavračanja brezdelnosti. Le-ta je šibko korelirala z drugimi dimenzijami delovne etike, kar kaže na to, da nekateri ljudje, ki  verjamejo, da se trdo delo splača verjamejo tudi, da jim prostočasne aktivnosti pomagajo, da se po njih lažje osredotočijo na delo in jih ne zavračajo.

A. N. Christopher in M. S. Mull sta ugotovila pozitivno povezanost delovne etike z benevolentnim in sovražnim seksizmom, A. Furnham je ugotovil pozitivno povezanost z negativnimi stališči do revnejših, brezposelnih in prejemnikov socialne pomoči, N. T. Feather pa pozitivne korelacije z ubogljivostjo, samonadzorom, terminalnimi vrednotami dosežkov, socialnega priznanja in negativne korelacije z instrumentalnimi vrednotami domišljije, strpnosti, s terminalnimi vrednotami miru, lepote, ljubezni. 

Dosedanje raziskave niso pokazale konsistentnih vzročnih povezav med zavezanostjo delovni etiki in delom na delovnem mestu. Do neke mere naj bi bila delovna etika povezana z organiziranostjo posameznika pri delu. Ugotovljene so bile nizke, a statistično značilne pozitivne korelacije med  zavezanostjo delovni etiki in pričakovanji nadrejenega. Ugotovili so korelacije med zavezanostjo delovni etiki in pripravljenostjo za trdo delo, ne glede na zunanje nagrade ter tudi korelacijo med delavčevim poročanjem o njegovem ustreznem vedenju na delovnem mestu. 
Delovna etika je pozitivno povezana s pripadnostjo organizaciji in tudi z zadovoljstvom na delovnem mestu
V.  A. Hoorn in R.  Maseland sta ugotovila, da se je pri zaposlenih, ki so nato izgubili službo pojavil vpad PDE, pri brezposelnih, ki so dobili službo pa se je PDE povečala. PDE je bila tako pri brezposelnih kot pri zaposlenih korelirana s potrebo po zaposlitvi, s tem v kolikšni meri se osebi zdi delovno mesto privlačno, s samozaznano kompetentnostjo, z zadovoljstvom z življenjem in s prepričanjem, da brezposelnim manjka motivacije. 
Osebe, ki so zelo zavezane delovni etiki so bolj tekmovalne kot sodelovalne. 
R. Luna-Arocas in T. Li Ping Tang sta ugotovila da imajo osebe z višjo delovno etiko morda več sočutja do manj kompetentnih delavcev, ki so pripravljeni trdo delati od oseb z nižjo delovno etiko.
Osebe z nizko delovno etiko se močno trudijo, ko je to potrebno, v nasprotnem primeru pa je večja verjetnost, da se bodo manj potrudili in (če delajo v skupini) delo v večji meri preložili na sočlane. Osebe z visoko izraženo delovno etiko pa po navadi v delo vložijo veliko truda, saj verjamejo v pomen trdega dela,  se izogibajo brezdelju/neaktivnosti. 

A. Furnham pravi, da je odnos deloholikov do dela, časa, dosežkov in odrekanje prostemu času sicer na videz podoben delovni etiki, a nekatere značilnosti deloholikov so neproduktivne, patološke (npr. težko se sprostijo, dvomijo vase, imajo visoko izražen nevroticizem) in težko vodijo do uspeha.